# Università della Calabria
Die Universität Kalabrien (italienisch: Università della Calabria - Abkürzung UniCal) ist eine staatliche italienische Universität in Kalabrien, die 1972 gegründet wurde. Rund 24.000 Studierende (2020/21) sind eingeschrieben, während 1.179 Lehrkörper und Forschende an der Universität beschäftigt sind. Ihren Sitz hat sie in einem vom italienischen Architekten Vittorio Gregotti entworfenen Campus auf dem Hügel Arcavacata nahe der Stadt Cosenza.
Die ursprüngliche Gliederung in sechs Fakultäten (facoltà):
- Fakultät Wirtschaftswissenschaften (Economia)
- Fakultät Pharmazie (Farmacia)
- Fakultät Ingenieurwissenschaften  (Ingegneria)
- Fakultät Literatur und Philosophie (Lettere e Filosofia)
- Fakultät Mathematik, Physik und Naturwissenschaften (Scienze Matematiche, Fisiche e Naturali)
- Fakultät Politikwissenschaften (Scienze Politiche)

wurde durch die Aufteilung in Fachbereiche (dipartimenti) ersetzt. Im Zuge der Hochschulallianz EUPeace arbeitet die Universität mit der Philipps-Universität Marburg und der Justus-Liebig-Universität Gießen zusammen.

## Dipartimenti - Fachbereiche
- Biologia, ecologia e scienze della terra - Biologie, Umweltforschung und Geowissenschaften
- Chimica e tecnologie chimiche - Chemie und chemische Technologie
- Culture, educazione e società - Kulturen, Bildung und Gesellschaft
- Economia, statistica e finanza - Wirtschaft, Statistik und Finanzen
- Farmacia e scienze della salute e della nutrizione - Pharmazie und Gesundheits- und Ernährungswissenschaften
- Fisica - Physik
- Ingegneria dell’ambiente - Umwelttechnik
- Ingegneria civile - Bauingenieurwesen
- Ingegneria informatica, modellistica, elettronica e sistemistica - Computertechnik, Modellierung, Elektronik und Systemtechnik
- Ingegneria meccanica, energetica e gestionale - Maschinenbau, Energie- und Managementtechnik
- Matematica e informatica - Mathematik und Informatik
- Scienze aziendali e giuridiche - Wirtschafts- und Rechtswissenschaften
- Scienze politiche e sociali - Politik- und Sozialwissenschaften
- Studi umanistici - Geisteswissenschaften

### Rektoren

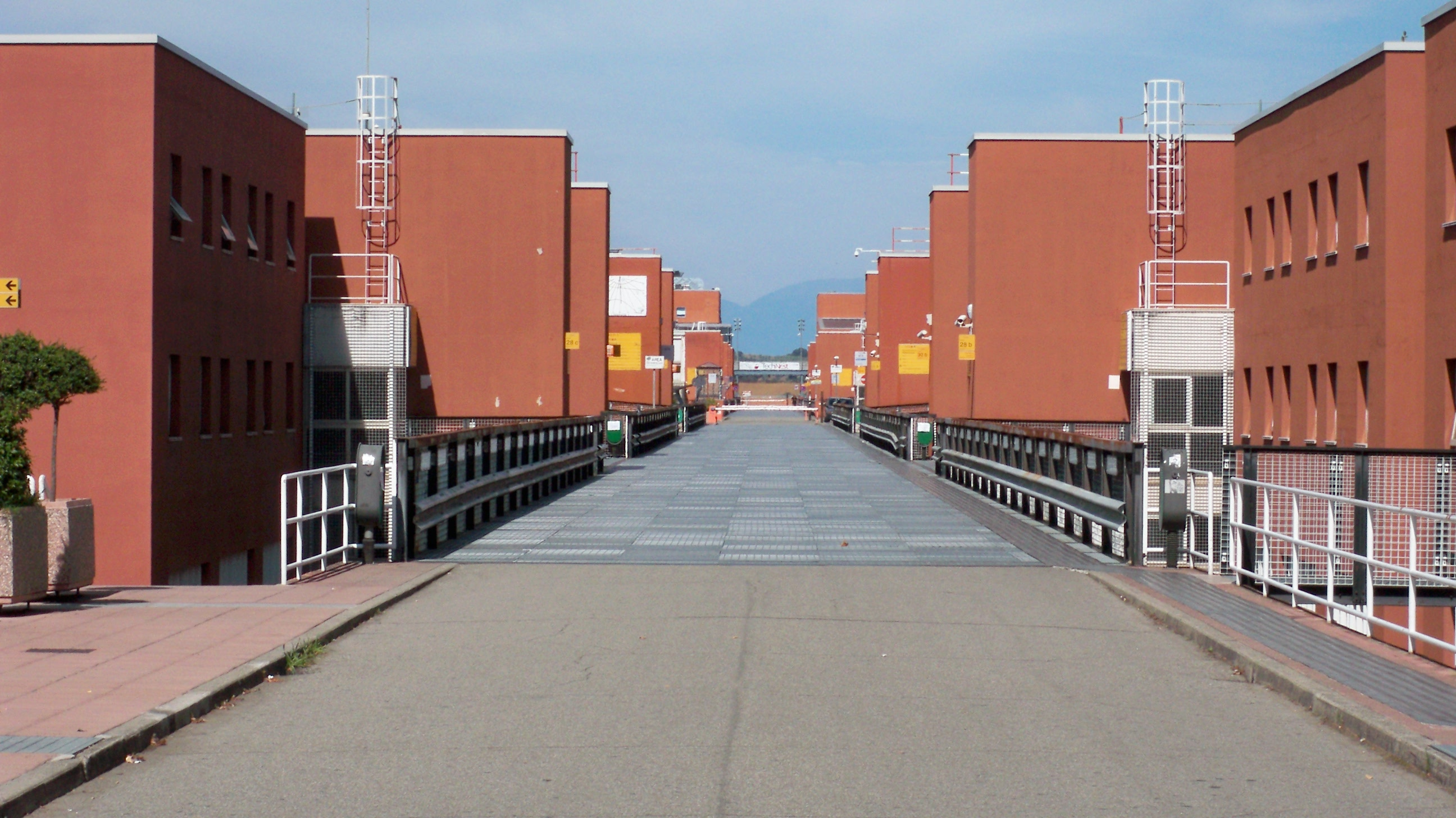
Die Universität von Kalabrien (2012)

- Beniamino Andreatta (1971–1975)
- Cesare Roda (1975–1978)
- Pietro Bucci (1978–1987)
- Rosario Aiello (1987–1990)
- Giuseppe Frega (1990–1999)
- Giovanni Latorre (1999–2013)
- Gino Mirocle Crisci (2013–2019)
- Nicola Leone (seit 2019)